# IC 3908
IC 3908 је спирална галаксија у сазвјежђу Дјевица која се налази на листи објеката дубоког неба у Индекс каталогу.
Деклинација објекта је - 7° 33' 38" а ректасцензија 12h 56m 40,3s. Привидна величина (магнитуда) објекта IC 3908 износи 13,8 а фотографска магнитуда 14,5. IC 3908 је још познат и под ознакама MCG -1-33-56, IRAS 12540-0717, PGC 44166.